# Elatostema ridleyanum
Elatostema ridleyanum är en nässelväxtart som beskrevs av H. Schröter. Elatostema ridleyanum ingår i släktet Elatostema och familjen nässelväxter. Inga underarter finns listade i Catalogue of Life.